# Camino Real (Yucatán)

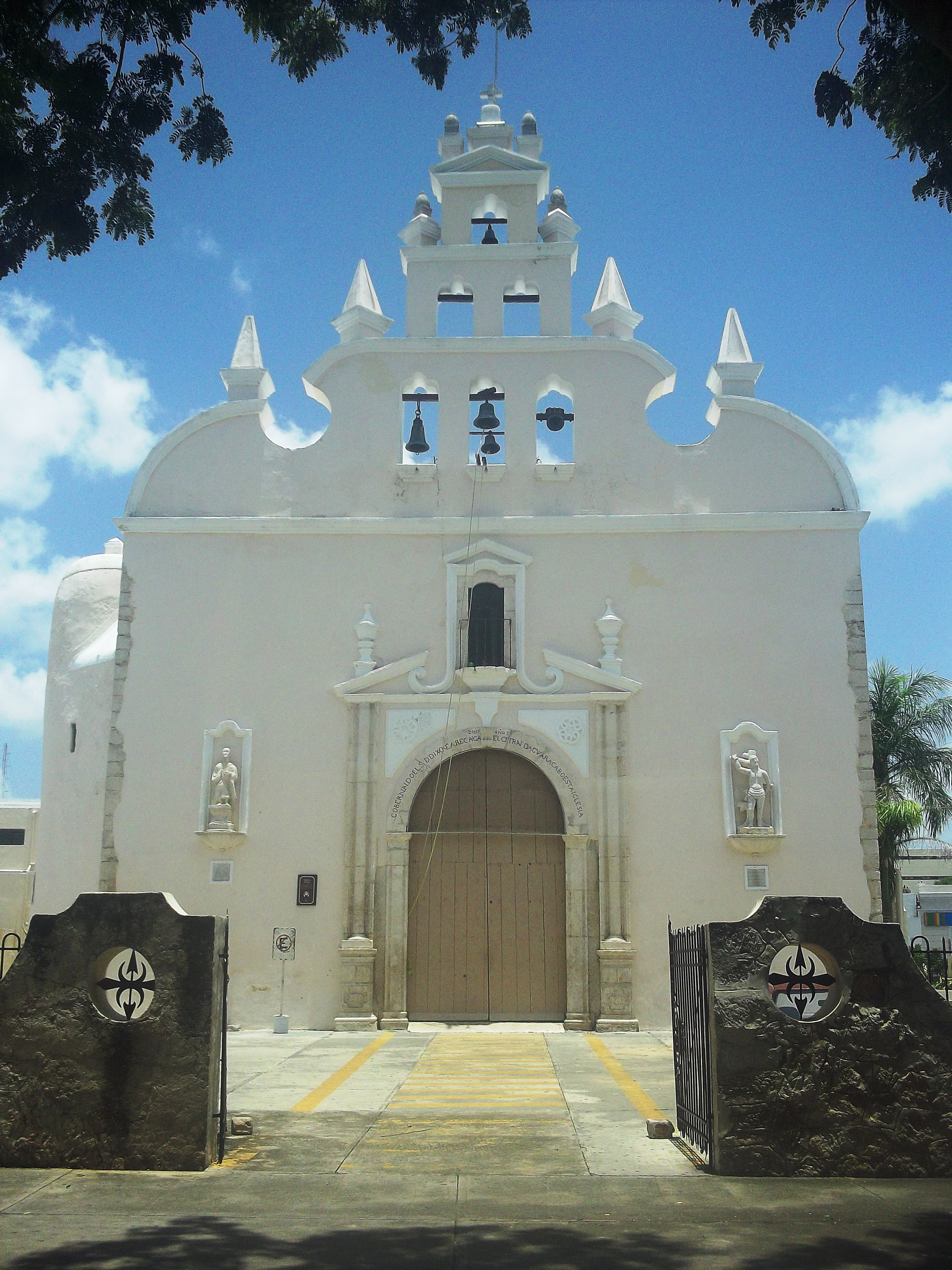
Iglesia de Santiago Apóstol, en el barrio de Santiago de Mérida, Yucatán, México.

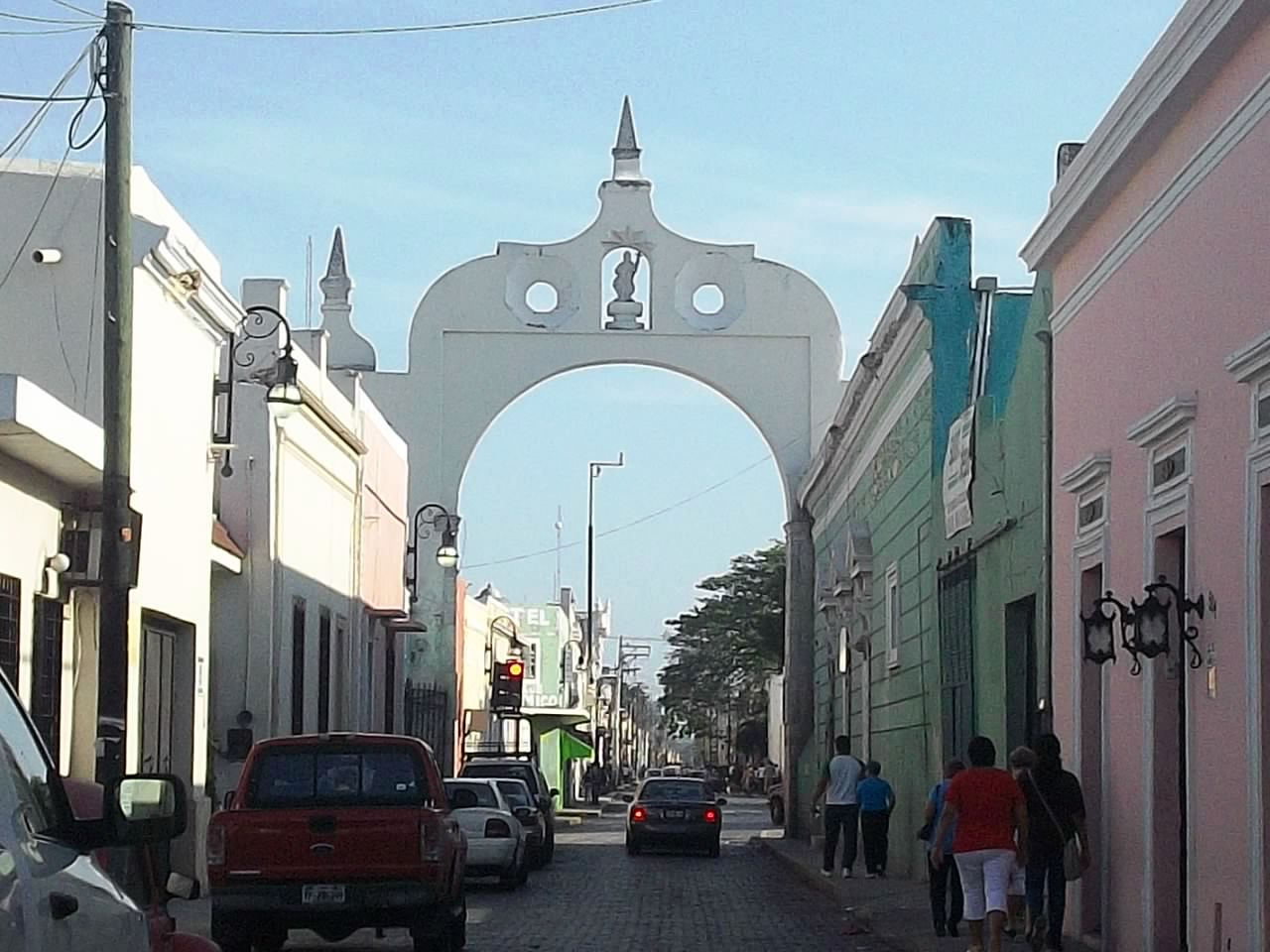
Arco de San Juan.

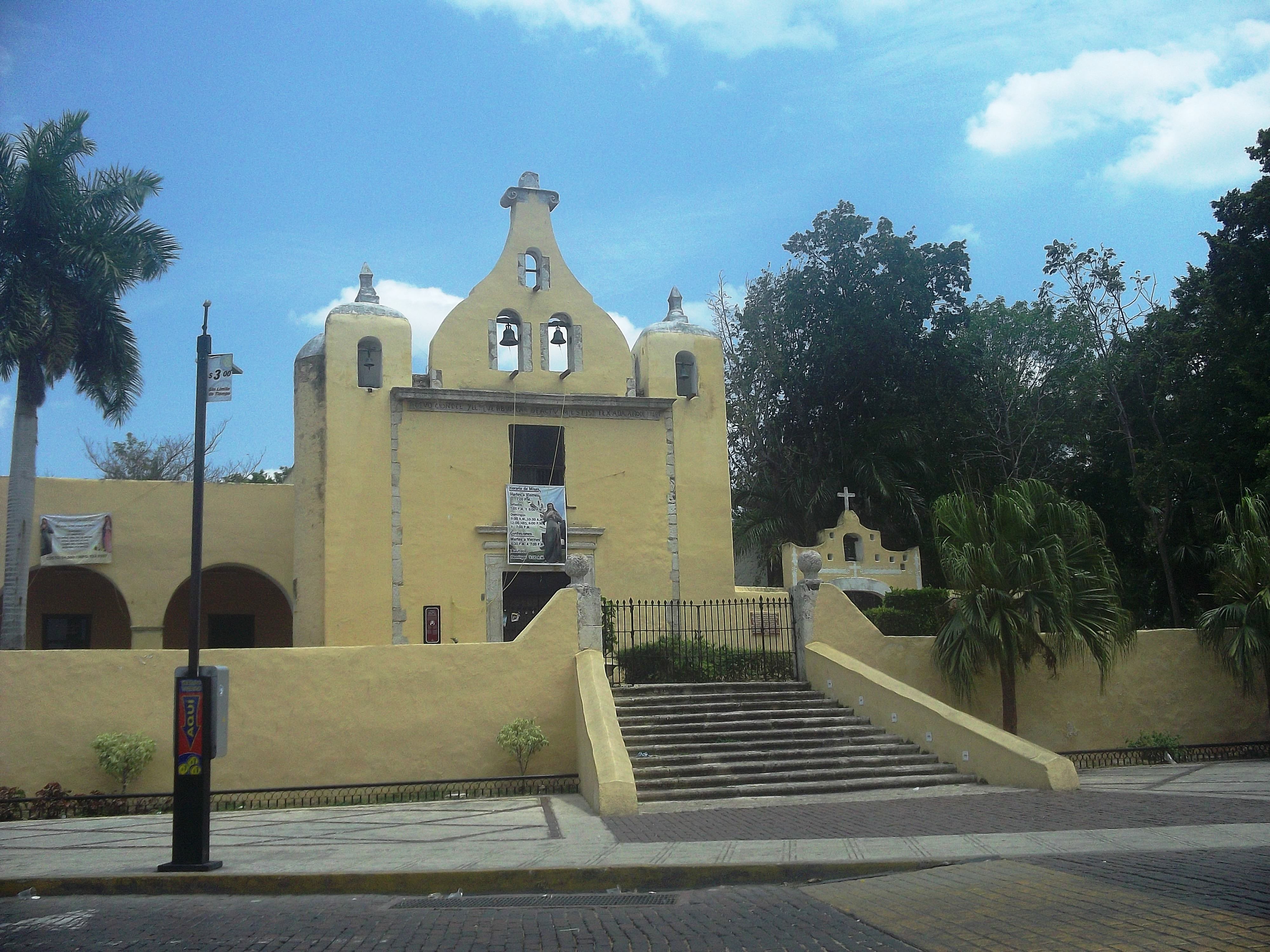
Ermita de Santa Isabel.

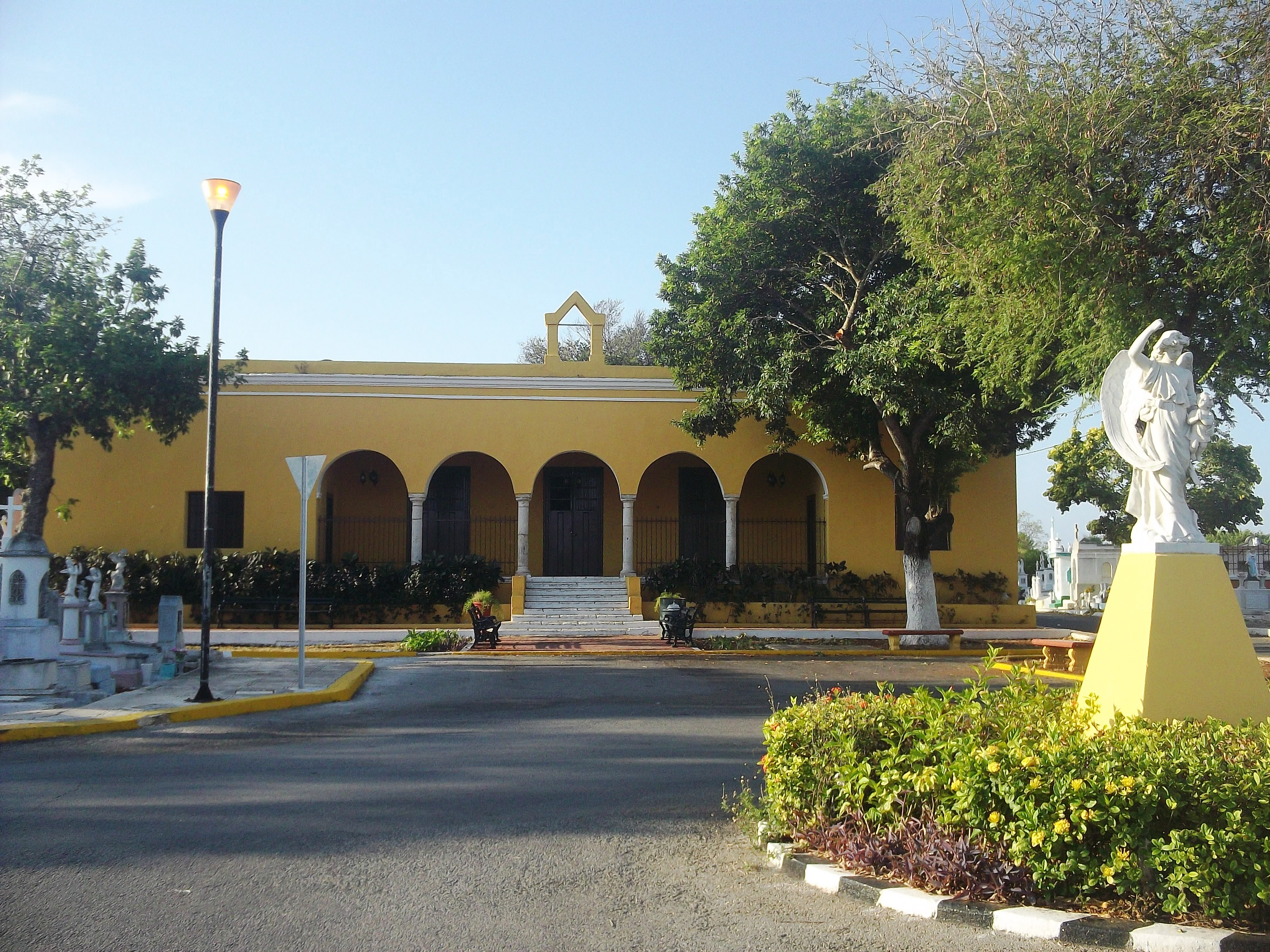
Exhacienda San Antonio X-Coholté, hoy Cementerio General de Mérida.

El Camino Real es una ruta que se trazó para unir las dos principales poblaciones de la Capitanía General de Yucatán, Mérida y San Francisco de Campeche a partir de la conquista de Yucatán en el siglo XVI. A finales del siglo XVII, se pretendió continuar la ruta desde Campeche hasta Guatemala iniciándose con la porción que Martín de Ursua utilizó para la conquista de Tayasal; sin embargo, esta porción del camino, aunque abierta en algún tiempo, fue perdida por la falta de uso. En el siglo XVI, hacia 1572, en el gobierno de Diego de Santillán y Pineda, se integró a este Camino Real, la porción que unió Mérida con la costa norte de la península de Yucatán, hasta el puerto de Sisal. Más tarde, en el siglo XIX, esa fue la ruta que siguió la emperatriz belga Carlota de México, esposa de Maximiliano de Habsburgo, al llegar a la península de Yucatán en México, para ir de tal puerto hasta Campeche, pasando por Mérida.

## Región del Camino Real
Se conoce así a una ruta que transcurre entre Progreso y Campeche pasando por Mérida, en la península de Yucatán, México y se puede dividir en dos partes:
- Bajo Camino Real, Con los municipios  de Campeche, Tenabo, Hecelchakán y Calkiní en Campeche.
- Alto Camino Real, Con los municipios de Halachó, Maxcanú, Chocholá, Kopomá,  Umán,  Mérida, para finalmente llegar al puerto de Sisal.  Más tarde se redirigió al puerto de Progreso en Yucatán, cuando este sustituyó como principal puerto regional a Sisal.

## De la Región del Camino Real
El Camino Real se encuentra en una región de la península de Yucatán que es poblada por los mayas. De hecho, uno de los señoríos o cacicazgos del periodo postclásico que tras la disolución de la liga de Mayapán existió en esta zona fue el de los Ah Canul, que formaron un clan o familia cuyos integrantes fundaron pueblos o comunidades que aún se encuentran en la región.

## Carlota de México
El 22 de noviembre de 1865, llegó a Sisal procedente de Veracruz, luego de lo cual visitó Mérida y el 5 de diciembre dejó la capital yucateca y partió rumbo a Campeche.